# Олени (Марий Эл)
 Олени  — деревня в Новоторъяльском районе Республики Марий Эл. Входит в состав Масканурского сельского поселения.

## География
Находится в северо-восточной части республики Марий Эл на расстоянии приблизительно 18 км по прямой на север-северо-запад от районного центра посёлка Новый Торъял.

## История
Основана в конце XVIII — начале XIX веков. В 1877 году в починке Толмань Олени находилось 17 домов, 2 кузницы и ветряная мельница. В 1884 году в деревне Толмань (Олени) Масканурского района Кужнурской волости Уржумского уезда Вятской губернии числилось 19 дворов, 112 жителей. Все русские. В 1925 году проживали 125 человек, все русские. В 1970 году в деревне Олени проживали 55 человек, в 1999 году числилось 5 дворов, в 2002 году оставалось 3 дома. В советское время работали колхозы «Сталинец» и имени Ворошилова.

## Население
Население составляло 2 человека (русские 100 %) в 2002 году, 2 в 2010.